# ميخائيل كاي
ميخائيل كاي (30 أكتوبر 1981 ببرستل في المملكة المتحدة - ) (بالإنجليزية: Michael Kay)‏ هو لاعب كريكت بريطاني. لعب مع Cambridgeshire County Cricket Club ‏.